# Église de la Nativité-Notre-Dame de Bassoues
L'église de la Nativité-Notre-Dame ou église Sainte-Marie est une église catholique située à Bassoues (Gers), en France.

## Localisation
L'église est située au cœur du vieux village. Orientée est-ouest, elle est bordée au sud par la rue de Montauban, à l'ouest par la rue de l'Église, au nord-ouest par la place de la Halle et, au nord-est et à l'est par quelques maisons. L'entrée est située à l'extrême ouest de la façade nord, donnant donc sur la place de la Halle.

## Histoire
La bastide de Bassoues est créée au XIIIe siècle. Le premier édifice de cette époque ayant servi d'église est agrandi au XIVe et XVe siècles. Le 12 mai 1512, l'église est érigée en collégiale de douze chanoines. D'importants travaux de restauration sont entrepris dans la seconde moitié du XVIIIe siècle, suivis en 1840 par celle du portail. Enfin, de 1873 à 1875 des travaux d'aménagement intérieur donnent à l'église l'aspect qu'on lui connait aujourd'hui.
L'édifice est inscrit au titre des monuments historiques le 13 septembre 2018.

## Description
L'église mesure 43 mètres de long. Étant construite sur un terrain en pente, le mur gouttereau situé au sud est beaucoup plus élevé que le mur pignon situé du côté nord. Le clocher est de plan carré et comprend un portail en arc brisé ouvert à sa base, donnant accès à l'église par le côté nord.
Le plan de l'église elle-même est constitué d'une nef unique, couverte par un berceau en arc brisé, menant à l'est à un chœur voûté d'ogives. Une chapelle s'ouvre du côté nord, et deux du côté sud, lesquelles encadrent une chaire de pierre monumentale datée du XVe siècle.

### Intérieur
La chaire à prêcher en pierre datant du XVe siècle est classée au titre objet des monuments historiques depuis 1908.

#### Lechœur
Le maître autel et le tabernacle sont en marbre blanc.
Au sommet du tabernacle est posée une statue du Sacré-Cœur de Jésus.

#### Chapelle Saint-Jean-le-Baptiste
Sur la façade de l'autel est représentée Marie Madeleine qui oint de parfum les pieds de Jésus-Christ lors du Repas chez Simon.
La cuve baptismale est en marbre blanc.

## Images

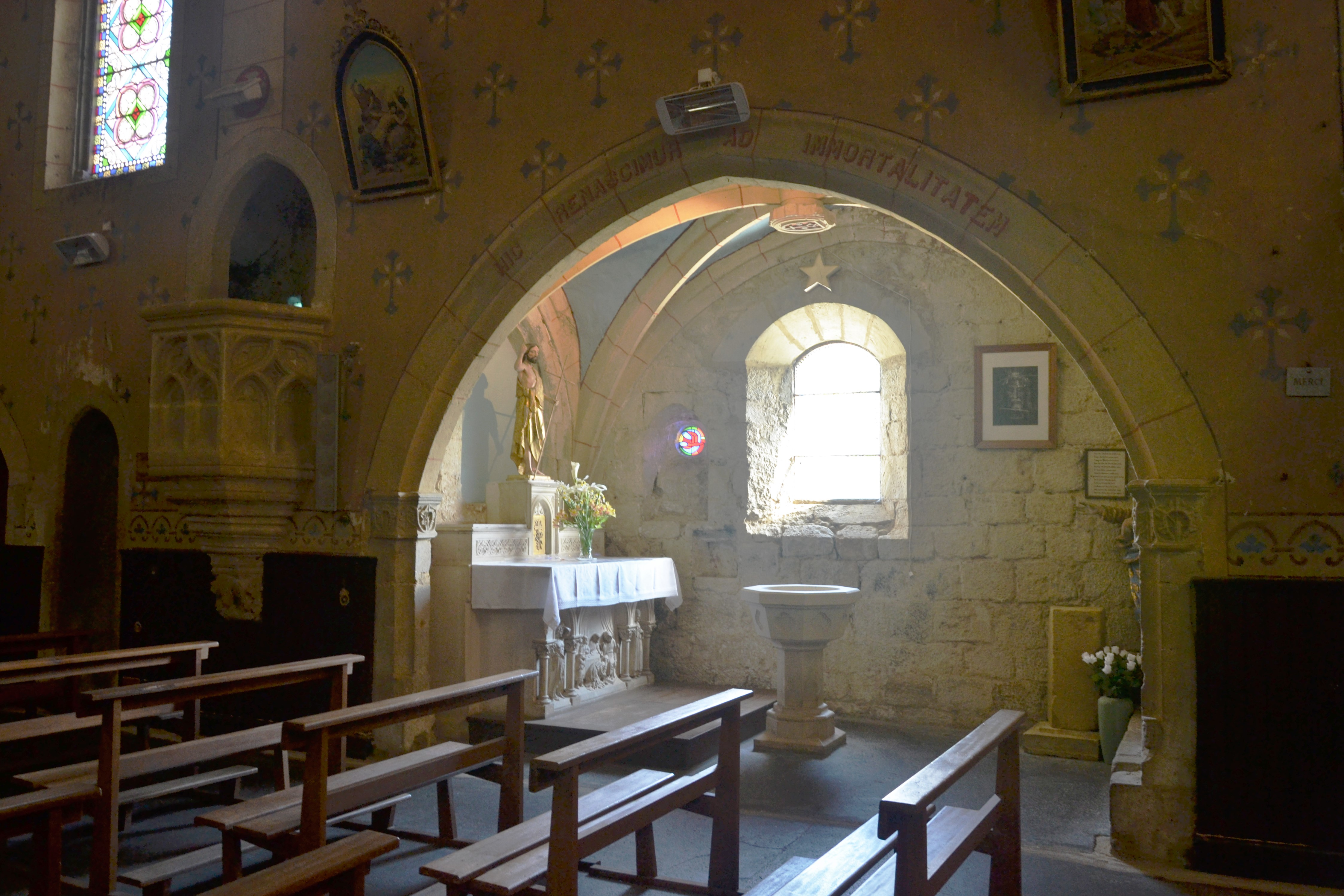
La chapelle Saint-Jean-le-Baptiste.
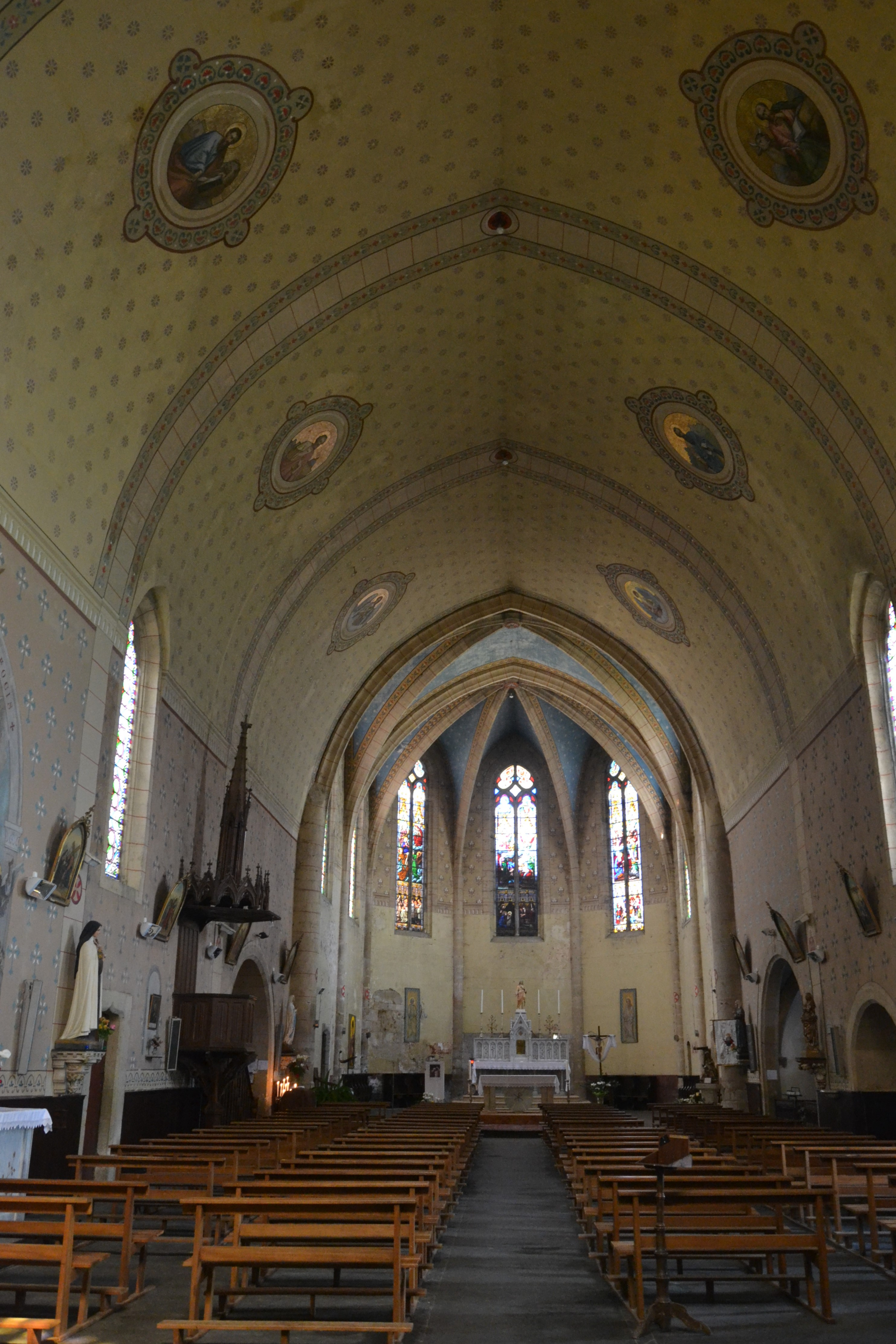
La nef et le chœur.
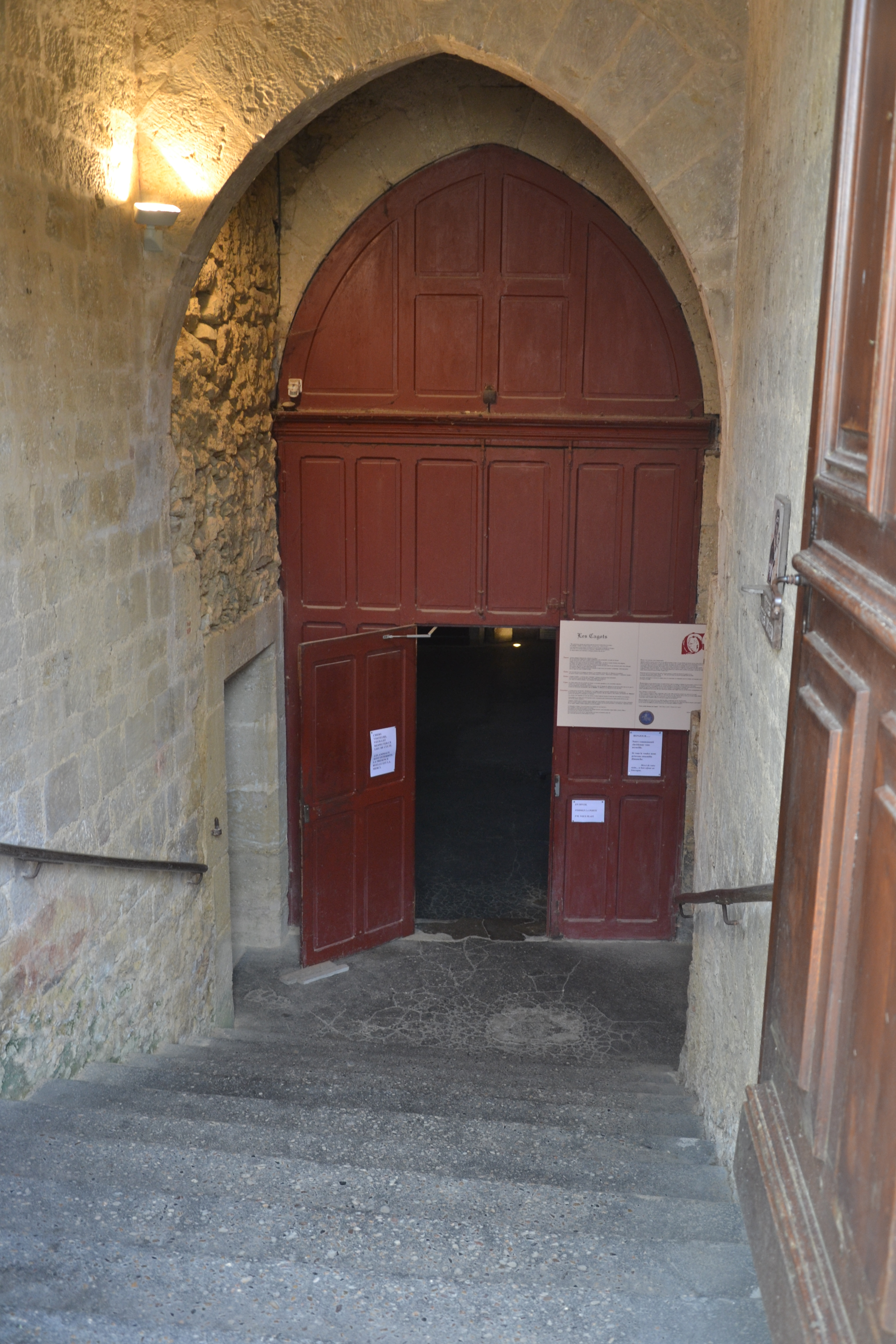
L'entrée de l'église.
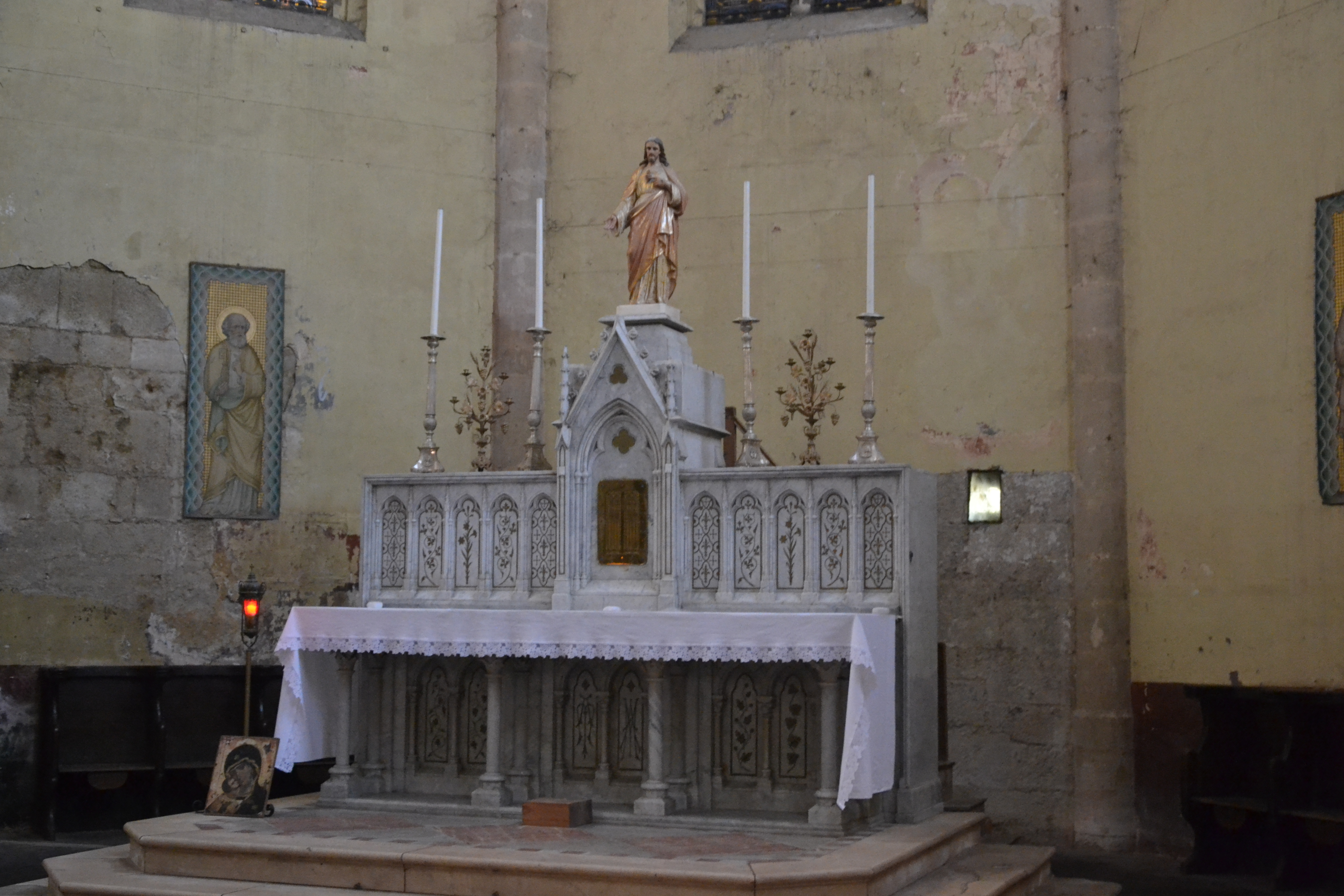
Le maître autel et le tabernacle.